# Paul Van Oye
Paul Herman Gustaaf van Oye (Oostende, 24 augustus 1886 - Gent, 11 oktober 1969) was een Belgisch hoogleraar in Gent, gespecialiseerd in diergeneeskunde en vooraanstaand specialist op het gebied van de microflora en fauna van het water.

## Levensloop
Paul van Oye was het enig kind van Eugeen van Oye, een lievelingsleerling van Guido Gezelle (Dien avond en die rooze), die een grillig, soms moeilijk levensparcours had gehad.
Paul van Oye volgde middelbaar onderwijs aan het Koninklijk Atheneum in Oostende en in 1905 werd hij student aan de Rijksuniversiteit Gent. Hij promoveerde er in 1911 tot doctor in de natuurwetenschappen, groep dierkunde. Hij was er onder meer student bij Julius Mac Leod. Hij behaalde ook de kandidatuur in de geneeskunde. In november 1911 werd hij hulppreparator voor de cursus vergelijkende anatomie.
Als student aan de Rijksuniversiteit Gent, nam hij actief deel aan het studentenleven in Vlaamsgezinde liberale verenigingen en voerde actie voor de vernederlandsing van de universiteit. Hij was lid van 't Zal wel Gaan en ook van de kring Reiner Leven, een groepje studenten waar ook George Sarton, Hendrik de Man en Paul Kenis toe behoorden. Ze promoveerden geheelonthouding, voerden Vlaamse strijd, zochten het contact op met Gentse arbeiders, met de kunstenaarskringen van Latem en met de feministische club van De Flinken.
Van Oye nam ook deel aan natuurwandelingen die hij met gelijkgestemden maakte en aan botanische excursies samen met professor Julius Mac Leod en de leden van de studiekring Dodonaea. Hij nam deel aan de Vlaamse Natuur- en Geneeskundige Congressen en werkte samen met de bacterioloog Achiel Minne.
Tijdens de Eerste Wereldoorlog week van Oye uit naar Nederlands-Indië. Hij werd in 1915 assistent aan het Laboratorium van Visserij in Batavia (Jakarta) en drie jaar later chef van het Laboratorium voor de Binnenvisserij van Tasikmalaja (Java). In 1919 werd hij belast met de lessen in de dierkunde en de vergelijkende ontleedkunde aan de School tot Opleiding van Indische Artsen.
In 1922 keerde hij naar België terug. Bijna onmiddellijk werd hij door de Minister van Koloniën naar Belgisch-Congo gestuurd waar hij gedurende 10 maanden ichtyologisch onderzoek verrichtte, met het op oog op de ontwikkeling van de inlandse viskweek. In 1924 promoveerde hij aan de Rijksuniversiteit Gent tot doctor in de genees- en verloskunde en in 1925 tot doctor in de tropische geneeskunde. In hetzelfde jaar werd hij benoemd tot laboratoriumarts in Congo, belast met de speciale opdracht levende vissoorten in te voeren. Er werden levende vissen van Antwerpen naar Stanleystad vervoerd. Vervolgens werd hem de controle opgedragen van het uit het oosten ingevoerd vee en de bestrijding van de slaapziekte, hetgeen hem in de gelegenheid stelde de Oost-Provincie in verschillende richtingen te doorkruisen en talrijke biologische waarnemingen te verrichten.

### Hoogleraar in Gent
Op 27 oktober 1926 werd hij door minister Kamiel Huysmans naar België teruggeroepen en tot docent benoemd in het kader van de vernederlandsing van het professorenkorps aan de Rijksuniversiteit Gent. Hij doceerde er dierkundige systematiek en dierenaardrijkskunde. Gedurende de volgende jaren werd hij in verschillende faculteiten titularis van onder meer de vakken vergelijkende anatomie, botanische- en etnografische aardrijkskunde, volkenkunde, algemene biologie en fysiologie. In 1935 richtte hij in de Belgische Jurastreek een klein biologisch station op. In 1937 vertrok hij met het schoolschip Mercator naar IJsland. Datzelfde jaar werd hij benoemd tot gewoon hoogleraar en werd hij directeur van het Zoölogisch Museum.
Zijn reputatie groeide als hydrobioloog. In 1939 werd hij lid van de pas opgerichte Koninklijke Vlaamse Academie van België voor Wetenschappen en Kunsten, Klasse der Wetenschappen. Hij bleef de bezieler binnen de natuurwetenschappelijke vereniging Dodonaea van het populariseren van de resultaten van het wetenschappelijk onderzoek. In 1935 was hij secretaris en in 1937 voorzitter van deze vereniging. Hij zorgde voor het regelmatig verschijnen van het Biologisch Jaarboek. Hij was ook voorzitter van de vereniging Hooger Onderwijs voor het Volk.
Hij trad vaak als spreker op voor het Gentsch Studentencorps en was lid van de Bond van oud-leden van 't Zal wel Gaan. Hij werd ook lid van de eerste Nederlandstalige vrijmetselaarsloge in Gent, samen met collega's als Paul de Keyser, Edgard Blancquaert en Paul de Backer.
Tijdens de Tweede Wereldoorlog speelde Van Oye een actieve rol in het verzet. In mei 1943 werd hij samen met ingenieur Gustaaf Magnel academisch geschorst op verdenking van spionage. Eerst enkele weken gevangen gehouden, werd hem alle lesgeven verboden.
Vanaf einde 1944 hernam hij zijn activiteiten tot aan het emeritaat in 1956. Onder de mandaten en lidmaatschappen die hij bekleedde, zijn te vermelden:
- ondervoorzitter van de Raad van Beheer van de rijksuniversiteit van Elisabethstad (Belgisch-Congo);
- ondervoorzitter van de Internationale Vereinigung für theoretische und angewandte Limnologie;
- lid van de Hoge Raad voor Onderwijs in Belgisch-Congo en Ruanda-Urundi;
- lid van de Commissie voor Biosociologie en veeonderzoek van de Nederlandse Botanische Vereniging;
- lid van de Commissie Botanie en Paleontologie van het Nationaal Fonds voor Wetenschappelijk Onderzoek;
- stichter en hoofdredacteur van het tijdschrift Hydrobiologia, Acta hydrobiologica, hydrographia et protistologica;
- voorzitter van het 11de Internationale Congres voor de Theoretische en Praktische Limnologie.

## Onderzoek
- Tijdens zijn opleiding deed Van Oye proeven over de bacteriologische controle bij geneeskundige operaties en publiceerde de bekomen resultaten, die met prijzen bekroond werden.
- In Java onderzocht hij de fauna en flora van poelen, meren en rivieren en publiceerde hierover meerdere werken. Hij stelde een periodieke evolutie van het plankton vast, afhankelijk van de droogte- en regenperiodes.
- Zijn onderzoek in Belgisch-Congo ging over wieren, flagellaten, rhizopoden, rotatoriën, chaetognaten, vissen en epifyten. Hierover publiceerde hij zijn bevindingen. Hij maakte ook een handleiding bij de praktisch studie van de niet-parasitaire micro-organismen. Hij besteedde ook publicaties aan andere koloniale aangelegenheden
- Zijn onderzoek in de Belgische Jura en Hoog-België betrof potamoplankton, chaetognaten, cladoceren en desmidiaceeën. Jij schreef ook over de biogeografische streken van België.
- Tijdens de Tweede Wereldoorlog publiceerde hij bijdragen over biogene kalkformaties, over de pH als biogeografische factor, over de desmidiaceeën, de rotatoren en de rhizopoden, evenals over het waterprobleem in België.

## Geschiedenis van de wetenschappen
De jaren 1940 brachten een stijgende belangstelling bij vanwege van Oye teweeg voor de geschiedenis van de wetenschappen, een discipline die door zijn medestudent George Sarton was geïnitieerd. Met de medicus Albert van de Velde en de chemicus Jan Gillis publiceerde hij hierover, zowel binnen de Koninklijke Vlaamse Academie als aan de Gentse universiteit. Van Oye werd:
- medestichter en voorzitter van de Bestendige Commissie voor de Geschiedenis van de Wetenschappen van de Vlaamse Academie,
- oprichter en voorzitter van het Zuidnederlands Genootschap voor de Geschiedenis der Geneeskunde, Wiskunde en Natuurwetenschappen (Gewina),
- medestichter van het tijdschrift Scientiarium Historia,
- directeur-conservator van het Gentse Museum voor de Geschiedenis van de Wetenschappen,
- stichtend lid van de World Academy of Art and Science,
- voorzitter van de Vlaamse Wetenschappelijke Stichting,
- lid van de Commissie van het Nationaal Biografisch Woordenboek.

Na zijn dood herinnerde zich zijn collega Jan Gillis hem als het type van de 'Vlaamse romantische persoonlijkheid', gul en rechtschapen, met een grote culturele belangstelling en sociaal engagement.

## Publicaties
- Kongo en het bevolkingsprobleem in België, in: De Vlaamse Gids, 1925.
- La pisciculture dans les pays tropicaux, in: Congo, algemeen tijdschrift van de Belgische kolonie, 1926.
- De heer Jaspar en de kolonie, in: De Vlaamse Gids, 1927.
- De Algemeene biologie en de studie der Desmidiaceëen in België, 1941.
- Het waterprobleem in Belghië, 1948.
- Contribution à la connaissance des desmidiacées au Congo belge, 1953.
- Beschouwingen over de biologie in het middelbaar onderwijs in België, 1953.

(nog aan te vullen)

## Paul Van Oyeprijs
De Koninklijke Vlaamse Academie van België voor Wetenschappen en Kunsten beheert sinds 1956 het Fonds van Paul van Oye, dat haar is aangeboden door het Koninklijk Natuurwetenschappelijk Genootschap Dodonaea te Gent. De inkomsten van het fonds worden besteed voor het verlenen van een Paul van Oye-prijs. Deze prijs wordt tweejaarlijks gegeven aan een oorspronkelijk werk over veldwerk op het gebied van de hydrobiologie in de breedste zin van het woord. Onder de laatste winnaars behoren Sofie Derycke (2007), Jef Guelinckx (2009), Maarten Larmuseau (2011), Albrecht Houben (2015), Lidia Lins Pereira (2017), Tanja Stratmann en Anna-Maria Vafeiadou (2019), en Eveline Pinseel (2021).